# Денієл Реєс
Денієл Реєс (ісп. Daniel Reyes; 5 травня 1972) — колумбійський боксер, чемпіон світу за версією IBF (2003—2004) у мінімальній вазі.

## Аматорська кар'єра
На Панамериканських іграх 1995 програв у другому бою.
На Олімпійських іграх 1996 переміг Тебебу Бехонегн (Ефіопія) і Халеда Фалах (Сирія), а у чвертьфіналі в напруженому бою програв Альберту Пакеєву (Росія).

## Професіональна кар'єра
Після Олімпіади дебютував на професійному рингу. Впродовж 1996—2000 років провів 25 переможних боїв, усі в Колумбії. У першому за межами Колумбії бою 21 квітня 2001 року у Квінзі (штат Нью-Йорк) вийшов на поєдинок за вакантний титул чемпіона світу за версією IBF у мінімальній вазі проти Роберто Карлос Лейва (Мексика) і зазнав першої поразки одностайним рішенням суддів.
Після колумбійської серії з семи перемог та однієї нічиєї 4 жовтня 2003 року вийшов на бій у Лос-Анджелесі проти нового чемпіона IBF у мінімальній вазі Едгара Карденаса (Мексика) і здобув перемогу технічним нокаутом в шостому раунді.
В першому захисті звання чемпіона 10 квітня 2004 року зустрівся вдруге з Роберто Карлос Лейва (Мексика) і цього разу переміг його технічним нокаутом. Але вже в наступному захисті 14 вересня 2004 року у Джакарті поступився розділеним рішенням Мухаммаду Рахману (Індонезія).
Реєс програв і в наступному елімінарі IBF у мінімальній вазі Омару Сото (Мексика).
10 грудня 2005 року здійснив спробу відібрати звання чемпіона WBO у мінімальній вазі у Івана Кальдерона (Пуерто-Рико), але програв одностайним рішенням суддів.